# Winter-Universiade 1968
Die Winter-Universiade 1968 fand vom 21. bis 28. Januar in der österreichischen Stadt Innsbruck statt.

## Sportarten
| Disziplin             | Entscheidungen |
| --------------------- | -------------- |
| Eishockey             | 1              |
| Eiskunstlauf          | 4              |
| Eisschnelllauf        | 4              |
| Nordische Kombination | 1              |
| Ski Alpin             | 8              |
| Skilanglauf           | 4              |
| Skispringen           | 1              |
| Gesamt                | 23             |

## Medaillenspiegel
| Platz  | Land               | Gold | Silber | Bronze | Gesamt |
| ------ | ------------------ | ---- | ------ | ------ | ------ |
| 1      | Sowjetunion        | 8    | 5      | 5      | 18     |
| 2      | Vereinigte Staaten | 4    | 3      | 3      | 10     |
| 3      | Japan              | 3    | 4      | 4      | 11     |
| 4      | Tschechoslowakei   | 3    | 4      | 2      | 9      |
| 5      | Norwegen           | 2    | 1      | –      | 3      |
| 6      | Österreich         | 1    | 2      | 3      | 6      |
| 7      | BR Deutschland     | 1    | 1      | 1      | 3      |
| 8      | Schweiz            | 1    | –      | –      | 1      |
| 9      | Finnland           | –    | 1      | 2      | 3      |
| 10     | Frankreich         | –    | 1      | –      | 1      |
| 10     | Polen              | –    | 1      | –      | 1      |
| 12     | Italien            | –    | –      | 2      | 2      |
| 13     | Kanada             | –    | –      | 1      | 1      |
| Gesamt | Gesamt             | 23   | 23     | 23     | 69     |